# Bataille du cap Saint-Vincent (1751)
Pour les articles homonymes, voir Bataille du cap Saint-Vincent.
Conflits algéro-hispaniques
La bataille du cap Saint-Vincent de 1751, est une bataille navale survenue au large du Cap Saint-Vincent, entre une escadre espagnole composée de deux vaisseaux de ligne commandés par le capitaine Pedro Fitz-James Stuart, et une escadre algérienne également composée de deux vaisseaux de ligne, sous les ordres du Mohammed Cherif. Le combat se déroula du 28 novembre au 2 décembre 1751 et se solda par une victoire de la flotte espagnole. Les navires algériens étaient partis du port d’Alger et agissaient en tant que corsaires, menant des razzias maritimes contre les marchands chrétiens, réduisant en esclavage leurs équipages. Cela s’inscrivait dans le cadre de la traite barbaresque, au cours de laquelle les États barbaresques, vassaux autonomes de l’Empire ottoman, attaquaient des établissements chrétiens et des navires marchands afin de capturer des esclaves à revendre dans leurs villes. Les corsaires prenaient pour cible l’Espagne, pays chrétien, et la marine espagnole fut envoyée à la poursuite de la puissante escadre algérienne, constituée de deux vaisseaux de ligne, qui représentait une menace sérieuse pour la navigation chrétienne dans la région. Lorsque les flottes se repérèrent mutuellement le 28 novembre 1751, elles découvrirent qu’elles étaient de force équivalente, chacune alignant deux vaisseaux de ligne.

## Résumé
La marine espagnole avait été déployée en mer après la guerre de Succession d’Autriche afin de conserver son expérience du combat naval. Pedro Fitz-James Stuart repéra les corsaires algériens au large du cap Saint-Vincent, sur les côtes du Royaume de Portugal, et manœuvra pour engager le combat avant que ceux-ci ne puissent s’échapper. Les navires algériens, commandés par Mohammed Cherif à bord du navire amiral de la flotte, ouvrirent le feu les premiers sur le navire espagnol, déclenchant ainsi l’engagement. Toutefois, jugeant qu’ils ne faisaient pas le poids face à des équipages espagnols aguerris, ils tentèrent ensuite de gagner un port sûr. Les Espagnols mirent alors toutes voiles dehors à leur poursuite et rattrapèrent le vaisseau amiral algérien, le Danzik, tandis que l’autre navire de guerre, le Castillo Nuevo, en profitait pour fuir et regagna effectivement un port en sécurité. Le navire de Fitz-James Stuart, le Dragón, engagea le Danzik durant deux jours de combats acharnés, parvenant finalement à le neutraliser. Le navire algérien, gravement endommagé, fut vidé de son équipage et des esclaves chrétiens retenus dans ses cales, puis incendié car jugé incapable de regagner un port. Fitz-James Stuart rentra en Espagne sous les acclamations et reçut les honneurs de la marine espagnole.

## Contexte
L’Europe était en guerre depuis la guerre de Succession d'Autriche, un conflit complexe et mondial déclenché par la question de la succession de l’empereur du Saint-Empire défunt, Charles VI. Bien que Charles ait consacré toute sa vie à faire en sorte que sa fille, Marie-Thérèse, lui succède à la tête des possessions des Habsbourg, de nombreuses nations européennes refusèrent d’accepter son accession. Malgré cela, elle parvint à défendre ses territoires et, dans le cadre du traité d'Aix-la-Chapelle (1748), elle obtint la reconnaissance de sa légitimité comme reine des possessions habsbourgeoises de la part des États qui s’étaient opposés à elle.
L’Espagne avait pris part à la guerre, et sa marine s’était engagée dans plusieurs batailles contre le royaume de Grande-Bretagne, notamment lors de la bataille de La Havane (1748). Ainsi, les flottes espagnoles comptaient des marins expérimentés, ce qui représentait un avantage précieux pour les futurs conflits dans lesquels l’Espagne pourrait être impliquée. Une fois le traité de paix signé, l’Espagne ne faisait plus face à aucune menace potentielle de la part des autres puissances européennes. Toutefois, l’administration navale espagnole était bien consciente que les flottes devaient prendre la mer et s’engager dans des combats pour conserver l’expérience acquise au cours de la guerre.
Les corsaires barbaresques avaient longtemps tourmenté les pays chrétiens, pillant leurs navires et réduisant leurs équipages en esclavage. De nombreux corsaires audacieux allaient jusqu’à attaquer des villages côtiers et enlever des habitants pour les vendre comme esclaves. Ce commerce constituait une part importante de l’économie des États barbaresques, qui étaient des vassaux autonomes de l’Empire ottoman. L’Espagne était résolue à mettre fin à cette menace par tous les moyens nécessaires, et le marquis de la Ensenada reçut l’ordre de rassembler deux divisions navales dans le but d’affronter les corsaires barbaresques et d’éviter que les marins de la flotte espagnole ne restent inactifs et ne perdent l’expérience acquise pendant la guerre.
Les deux divisions furent envoyées en patrouille le long des côtes barbaresques, où les galiotes et autres petits navires de guerre ennemis furent fréquemment capturés par les Espagnols, bien qu’aucun engagement significatif n’eût lieu avant novembre 1751. À peu près à la même époque, deux corsaires algériens contournèrent la péninsule Ibérique pour attaquer les navires marchands chrétiens, constituant une menace pour le commerce maritime espagnol. Avant que les deux flottes ne se rencontrent, ces corsaires avaient déjà capturé plusieurs navires marchands chrétiens, réduisant en esclavage ceux qu’ils ne tuaient pas.

## Déroulement
Le 28 novembre, le capitaine espagnol Pedro Fitz-James Stuart avait reçu l'ordre d'effectuer une croisière autour de la côte espagnole. Fitz-James Stuart, membre de la diaspora écossaise, cherchait deux navires barbaresques de ligne qui avaient récemment été aperçus au large de la côte espagnole, harcelant la navigation marchande dans la région. À la tête du navire de ligne de 60 canons Dragón ainsi que de lAmérica commandé par Luis de Córdova y Córdova, Fitz-James Stuart aperçut deux corsaires qui semblaient appartenir à la Régence d'Alger, à cinquante-deux lieues du Cap. Il s'agissait du Danzik de 60 canons, qui était le vaisseau amiral de la flotte algérienne et sous le commandement du corsaire berbère Mohammed Cherif, et du Castillo Nuevo de 54 canons. Fitz-James Stuart se dirigea vers les deux navires pour déterminer leur nationalité, et à 17 heures, il avait rejoint les deux corsaires. Le Danzik haussant soudainement les couleurs algériennes, lança un furieux canonade contre le Dragón, puis presque immédiatement mit les voiles et tenta d'échapper aux deux navires de guerre espagnols. Il était clair que les Algériens savaient qu'ils étaient surpassés et tentèrent ainsi de recourir à des tactiques sournoises pour échapper à la capture. Après cela, Chirif ordonna à ses navires de commencer à naviguer vers le sud-ouest, bien que le Dragón et lAmérica fussent en poursuite acharnée.
La poursuite dura deux jours, le Castillo Nuevo, lui-même un navire de ligne espagnol capturé, parvenant à se séparer du Danzik et à échapper à ses poursuivants espagnols. Fitz-James Stuart ordonna à ses navires d'ignorer le Castillo Nuevo et de poursuivre leur traque du Danzik. Cherif réussit à éviter les tirs de canons espagnols en naviguant au vent, ce qui empêcha les navires espagnols d'ouvrir les portes de leurs ponts de canons. Malgré cela, les navires espagnols purent tirer leurs canons de proue sur le Danzik, qui subit des dommages à son  gréement et à ses voiles, l'obligeant à ralentir jusqu'à ce que les navires espagnols soient suffisamment proches pour l'attaquer. Pendant un court instant, le navire abaissa ses couleurs, mais Chirif, poussé par son équipage, ordonna de les hisser à nouveau et reprit l'action jusqu'au coucher du soleil, moment où lui-même et Stuart décidèrent de ne pas poursuivre le combat en raison de la mer agitée. Le jour suivant, les navires de guerre espagnols attaquèrent de nouveau, et dans le combat qui s'ensuivit, un duel se forma entre le Dragón et le Danzik. Cela infligea de lourdes pertes au Danzik et causa des dégâts importants au navire. Enfin, ne voyant pas d'autre option, Chirif abaissa à nouveau ses couleurs et se rendit une deuxième et dernière fois. Fitz-James Stuart envoya des hommes à bord du navire pour en prendre possession. Les pertes côté espagnol furent négligeables, avec seulement 3 tués et 25 blessés, contre 194 tués et environ 90 blessés du côté algérien. Le Danzik, gravement endommagé, dut être incendié après que 320 prisonniers de guerre eurent été transférés à bord du vaisseau amiral de Stuart, parmi lesquels Chirif, blessé pendant la bataille, et 50 esclaves chrétiens secourus, principalement des marins néerlandais.

## Conséquences
Les navires espagnols retournèrent au port, et Fitz-James Stuart reçut des applaudissements et des reconnaissances de la part de la marine espagnole. Les esclaves néerlandais furent autorisés à retourner aux Provinces-Unies, et les équipages des deux navires de guerre espagnols reçurent leur prime de prise provenant des objets de valeur pris à bord du Danzik. Le Castillo Nuevo, retournant sain et sauf dans les États barbaresques, poursuivit sa carrière en s'attaquant aux navires chrétiens. Malgré cette défaite, suivie d'autres victoires espagnoles sur les corsaires barbaresques, comme le naufrage de trois xebecs au large de Benidorm et la destruction du Castillo Nuevo (1758) sept ans plus tard, les corsaires barbaresques continuèrent de menacer et de harceler les navires marchands espagnols. En 1775, le Roi d'Espagne, Charles III, ordonna à Alejandro O'Reilly de porter un coup majeur au Dey d'Alger Mohamed Ben Othmane en capturant le port d'Alger, un centre majeur du commerce des esclaves barbaresques. L'expédition d'Alger en 1775, bien qu'ayant rassemblé 20 000 hommes et 74 navires de guerre, échoua misérablement et ne parvint pas à changer la position des différents Deys concernant leur approbation de l'esclavage des chrétiens. Malgré cette défaite, Charles ne renonça jamais à son ambition de mettre fin à la menace barbaresque pour son pays.
En 1783, Charles ordonna à l'amiral Antoine Barcelo de bombarder Alger, car il était généralement perçu que la défaite humiliante de l'expédition huit ans plus tôt avait « offensé la fierté nationale de l'Espagne ». Lors de son premier bombardement, tant les Espagnols que les Algériens tentèrent en vain de se bombarder mutuellement, infligeant des pertes insignifiantes des deux côtés. Barceló, invoquant des conditions météorologiques défavorables, donna l'ordre de retirer ses navires. La cour espagnole fut furieuse de l'échec de Barceló, mais cela ne fit qu'accroître le désir de Charles d'infliger une défaite aux Algériens. Charles envoya un émissaire à la Sublime Porte à Istanbul pour tenter de mettre fin diplomatiquement aux activités des corsaires barbaresques, mais le Dey Mohamed Ben Othmane refusa d'écouter l'accord, ce qui fit comprendre à Charles que la guerre serait le seul chemin. Le 12 juillet 1784, une puissante flotte alliée composée de navires de guerre d'Espagne, du royaume des Deux-Siciles, du royaume du Portugal et de l'Ordre de Saint-Jean infligea une défaite décisive aux corsaires barbaresques, détruisant les fortifications d'Alger et infligeant de lourdes pertes. Les forces du Dey Mohamed Ben Othmane s'affaiblirent au point de pouvoir offrir peu de résistance, et la Régence d'Alger fut forcée de négocier une paix avec les Espagnols, mettant fin à la grande échelle de la piraterie, signifiant la fin effective des activités des corsaires barbaresques jusqu'au déclenchement des Guerres napoléoniennes.

## Ordre de bataille
| Dragón                   | Capitaine Pedro Fitz-James Stuart (en) |  | 60 | 3   | 25 | 28  |  |  |  |
| América                  | Capitaine Luis de Córdova y Córdova    |  | 60 | 0   | 0  | 0   |  |  |  |
|                          |                                        |  |    |     |    |     |  |  |  |
| Danzik (capturé)         | Mohammed Cherif                        |  | 60 | 194 | 90 | 284 |  |  |  |
| Castillo Nuevo (échappé) | Mahamoud Rais                          |  | 54 | 0   | 0  | 0   |  |  |  |